# Wolodymyr Hlywka
Wolodymyr Hlywka (ukrainisch Володимир Гливка, wiss. Transliteration Volodymyr Hlyvka; * 24. August 1973 in Lwiw) ist ein ehemaliger ukrainischer Skispringer.

## Werdegang
Hlywka sprang ab 1994 im Continental Cup (COC). Nachdem er seine Leistungen dort bis 1996 stetig steigern konnte, wurde er im Februar 1996 für das Weltcup-Springen in Iron Mountain nominiert. Dabei erreichte er im ersten Springen den 36. und im zweiten Springen den 30. Platz. Damit konnte Hlywka einen Weltcup-Punkt gewinnen und stand damit am Ende der Saison 1995/96 auf dem 95. Platz in der Weltcup-Gesamtwertung. Er war für über 13 Jahre der letzte Springer aus der Ukraine, der einen Weltcup-Punkt gewinnen konnte.
Am 20. Januar 2001 wurde Hlywka noch einmal für ein Weltcup-Springen nominiert, landete jedoch auf der K134 in Park City nur auf dem 42. Platz und damit weit entfernt von den Punkterängen. Es war sein letztes Weltcup-Springen. Auch im Continental Cup konnte er keine Erfolge mehr erzielen, so dass er im Alter von 28 Jahren 2002 seine aktive Skisprungkarriere vorerst beendete. Nach zehn Jahren Unterbrechung nahm er im Februar 2012 an einem Continental-Cup-Springen und zwei FIS-Cup Springen in den USA teil. Beim Continental-Cup-Springen am 12. Februar 2012 in Iron Mountain konnte er dabei als 29. zwei Punkte erreichen, so dass er den Skisprung-Continental-Cup 2011/12 als 126. beendete.
2013 beendete Hlywka seine aktive Karriere endgültig.

## Statistik

### Weltcup-Platzierungen
| Saison  | Platz | Punkte |
| ------- | ----- | ------ |
| 1995/96 | 95.   | 1      |

### Continental-Cup-Platzierungen
| Saison  | Platz | Punkte |
| ------- | ----- | ------ |
| 1994/95 | 141.  | 046    |
| 1995/96 | 099.  | 089    |
| 1996/97 | 091.  | 105    |
| 1997/98 | 291.  | 002    |
| 1999/00 | 246.  | 007    |
| 2000/01 | 152.  | 041    |
| 2001/02 | 154.  | 044    |
| 2011/12 | 158.  | 002    |